# Stéphanos Ier d'Ibérie
Stéphanos Ier d’Ibérie (en géorgien : სტეფანოზ I, Step'anoz I) est un prince-primat d'Ibérie de la dynastie des Gouaramides, qui règne de 590 à 627 selon la chronologie rectifiée de Cyrille Toumanoff.

## Biographie
Selon la Chronique géorgienne, Stéphanos Ier est un Bagratide, fils de « Gouaram le Curopalate » qui règne 19 ans comme « mthawar des éristhaws de Géorgie » de 600 à 619.
Cyrille Toumanoff et les historiens modernes récusent cette légendaire filiation bagratide et estiment que Stéphanos ou Étienne Ier est un prince de la famille dite des Gouaramides issue d’une branche cadette de la vieille dynastie des rois d'Ibérie qui régnait sur la principauté de Kalarzène-Djavakhéti.
Le père de Stéphanos, Gouaram ou Gourgen Ier d'Ibérie, qualifié d’« hégémon » en 572/575, a reçu en 588 le titre de « prince-primat d'Ibérie » et de curopalate de l’Empire byzantin après l’abolition de la monarchie en Ibérie par les Sassanides en 580. Vers 590 Stéphanos Ier assume la succession de son père comme prince de Kalarzène-Djavakhéti et prince-primat d’Ibérie. 
On possède des monnaies au nom de Stép’anoz. Sur un type ne sont figurées que les consonnes de son nom entourées de croissants « S.P’.N.O. » ; sur le second on trouve le nom en entier sous la forme « ST.EP’.ANO.S. ». Les deux monnaies portent au revers l’effigie du roi Hormizd IV.
Pendant la guerre perso-byzantine de 602-628 entre l’Empire d'Orient et l’Empire sassanide, Stéphanos, bien que chrétien orthodoxe, reste fidèle à son suzerain le « rois des rois » Khosro II, le successeur d’Hormizd IV. Lors de sa grande offensive en Transcaucasie destinée à prendre l’Empire perse à revers, Héraclius Ier laisse le soin à son allié Ziebil, khan des Khazars, de réduire l’Ibérie.
Un contingent byzantin secondé par une horde de 40 000 Khazars va ravager l’Azerbaïdjan. À l’été 627, les alliés investissent Tiflis. La ville, prise après deux mois de siège, est pillée et la population massacrée. Le khan envoie à Héraclius Ier comme trophée le crâne de Stéphanos selon la coutume des peuples des steppes,.
L’empereur byzantin intronise alors à la place du Gouaramide Adarnassé Ier, prince de Kakhétie qui descend en ligne directe du roi Bakour III d'Ibérie et de l’ancienne dynastie dite des « Chosroïdes ».

## Postérité
Selon Cyrille Toumanoff, Stéphanos Ier est le père de Gouaram II, prince de Kalarzène-Djavakhéti de 627 à 693, qui devient prince-primat d'Ibérie pour le compte du Calife de 684/685 à 689, puis pour celui de l'Empire byzantin de 689 à 693.